# Weidensee (Schöneiche)
Der Weidensee ist das größte noch bestehende stehende Gewässer in Schöneiche bei Berlin.

## Topographie und Geologie
Der Weidensee liegt am westlichen Ortsrand von Schöneiche, an der Straße nach Münchehofe. Er ist nur das größte von ehemals mehr als einem Dutzend kleinerer Gewässer zwischen beiden Orten, von denen heute noch der Große Fenn, Die Hölle, die Giebelpfuhle, der Pieperpfuhl, der Sandpfuhl, der Koppelpfuhl Schöneiche, der Koppelpfuhl Münchehofe, der Kraterpfuhl und der Dorfteich Münchehofe erhalten sind. Nicht alle Pfuhle führen heute noch Wasser, andere hier nicht genannte trockengefallene Pfuhle wurden in den 1970er Jahren von der örtlichen Schöneicher LPG verfüllt, da diese zwischen den Flächen zum Getreideanbau lagen.
Der Weidensee befindet sich innerhalb eines kleinen Wäldchens. Der etwa 120 Meter lange, 50 Meter breite und bis zu drei Meter tiefe See hat heute eine Fläche von gut einem Hektar, früher war er in etwa dreimal so groß. Der See entstand vor etwa 10.000 Jahren als Einbruchkessel eines Toteisblocks der letzten Eiszeit. Er hat nahezu keine natürlichen Zuflüsse mehr, seit der Grundwasserspiegel in der Region in den 1920er Jahren wegen des Wasserwerks Friedrichshagen, das den gesteigerten Wasserbedarf Berlins stillen musste, massiv abgesunken war. Der zweite größere See des heutigen Ortes, der Fichtenauer See, ist aus diesem Grund seit 1926 völlig verschwunden. Die Wasserversorgung wurde seitdem durch den Jägergraben und ein von der Senitz kommendes unterirdisches Rohrsystem, sowie durch Regenwasser, das von den umliegenden Äckern in den See lief, geleistet. Derzeit ist eine jährliche Wasserzufuhr aus der Senitz von 13.000 m³ gestattet, der See selbst beinhaltet etwa 9000 m³ Wasser.

## Geschichte

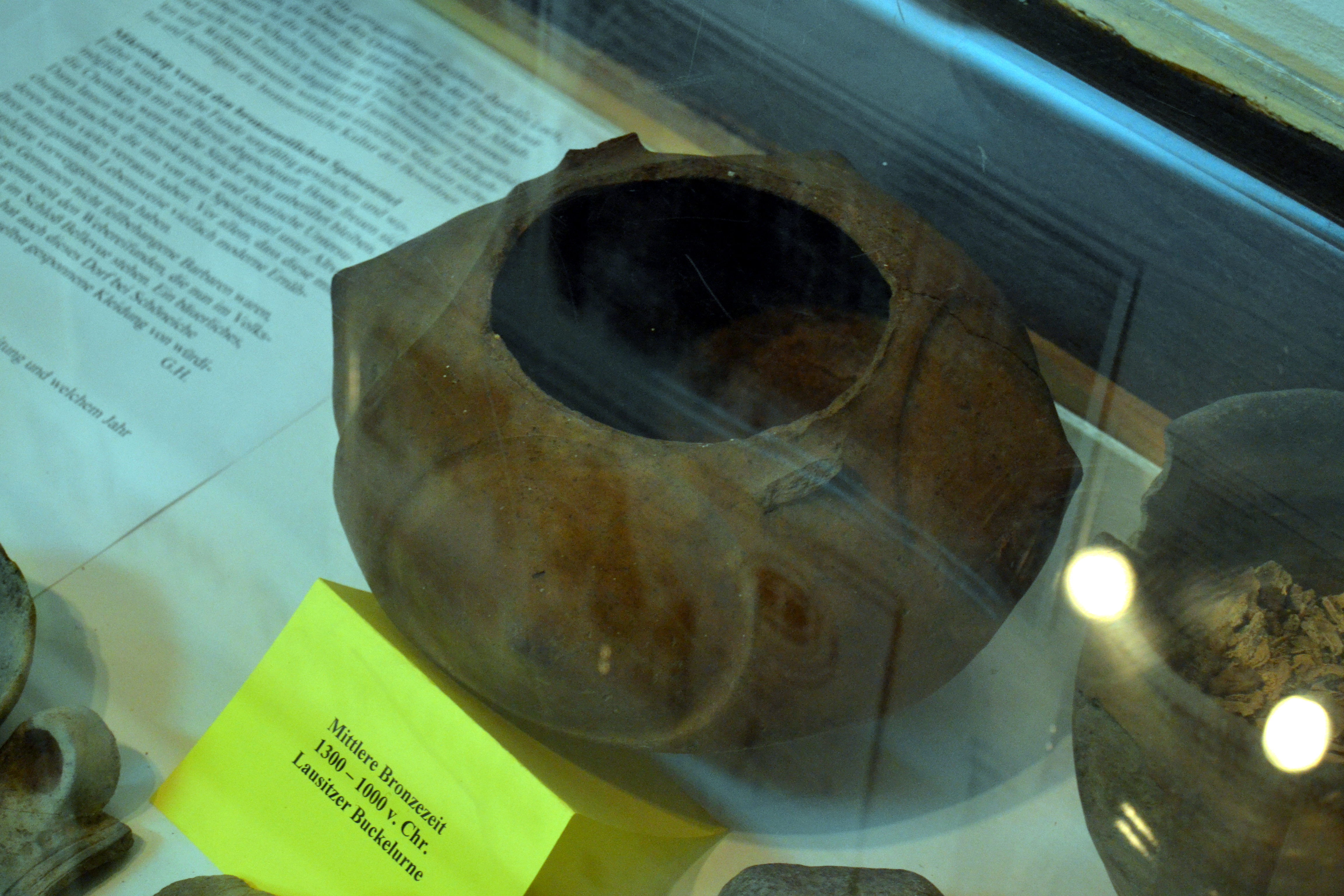
Eine der von Havenstein gefundenen Urnen im Heimathaus

An einem Hang nördlich des Weidensees kamen beim Pflügen immer wieder offensichtlich sehr alte Scherben zutage, die in den 1930er Jahren auf größeres Interesse trafen. Durch Untersuchungen von Felix Havenstein wurden etwa 3000 Jahre alte Funde aus der Lausitzer Kultur der Mittleren Bronzezeit gemacht. Damit handelt es sich bei dieser Ansiedlung um die ältesten bekannten menschlichen Hinterlassenschaften auf dem Gebiet des heutigen Ortes.
Über die weitere Nutzung und Geschichte des Sees bis ins 20. Jahrhundert ist kaum etwas bekannt. Friedrich Wilhelm Schütze, Besitzer von Schöneiche zu dieser Zeit, ließ 1761 während allgemeiner Umgestaltungsarbeiten im Ort auch am Weidensee viele Bäume pflanzen. Zu Streitigkeiten kam es, als 1929 die Stadt Berlin das ehemalige Rittergut des Ortes erwarb, zu dem auch der See gehörte. Berlin wollte den bis dahin nie eingeschränkten Zugang zum See und dem umliegenden Wald („Fasanierie“ wegen der vielen hier lebenden Fasane) für die Bewohner Schöneiches verhindern. 1936 konnten der Schöneicher Bürgermeister Ernst Schulze und Felix Havenstein den Berliner Provinz-Beauftragten für Naturschutz, Hans Hedicke, nach Schöneiche holen, um ihm den See zu zeigen. Ergebnis der Aktion war, dass der See und seine Umgebung zum 7. November 1938 vom Landrat des Kreises Niederbarnim zum 13. offiziellen Naturschutzgebiet Berlins ernannt wurde. Bis zum Ende des Zweiten Weltkriegs war der See mit seinem Wald ein beliebtes Ziel von Naturbeobachtern und Ort der Erholung. Nach dem Krieg wurden 1948 an der zum See führenden Straße Neubauernhäuser errichtet, die den Zugang zum See einschränkten, jedoch nicht verhinderten.
Nachdem in den 1960er Jahren auf der ehemaligen Allee vom Schloss zum See Stallkomplexe der LPG errichtet wurden, wurden dabei auch unwissentlich und unbeabsichtigt die Rohre, die Wasser von der Senitz zum See brachten, zum Teil zerstört. Ergebnis war, dass der Weidensee bis Ende der 1970er Jahre völlig trocken gefallen war. Zudem dachte die LPG daran, den Kessel des Sees als Güllebehälter zu nutzen. In den 1960er Jahren wurde der See gern von Anglern genutzt und gehörte zu den offiziellen Seen des Deutschen Anglerverbandes (DAV). 1982 begann das örtliche Naturschutzaktiv damit, die Rettung des Sees zu betreiben. Der Antrag zum Betreten des Geländes der LPG wurde schließlich 1983 vom Kreistierarzt genehmigt. Das Naturschutzaktiv schaffte es mit Hilfe vieler Schöneicher Bürger, durch technische Hilfe der LPG, die ihre Fehler bei der Zuschüttung anderer kleinerer Tümpel wieder gut machen wollte, sowie der GPG „Flora“ innerhalb von drei Jahren die Rohrleitungen auf dem Gelände der LPG zu reinigen und zu reparieren und den Weidensee zu säubern. Finanziell unterstützte die Gemeinde das Projekt. Auch der Jägergraben wurde in diesem Zuge gereinigt und wieder instand gesetzt. Im April 1985 konnte der See wieder mit Wasser gefüllt werden.

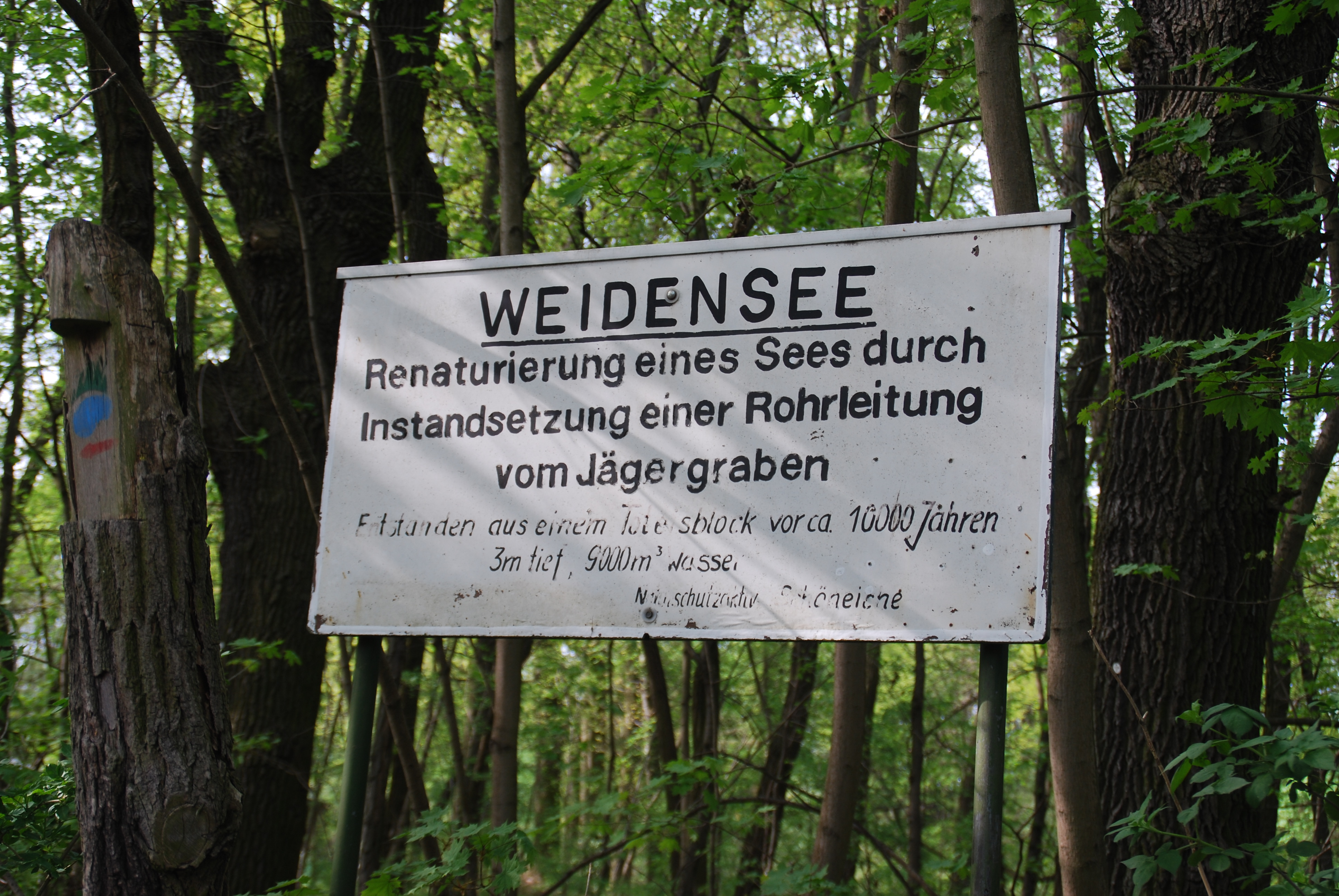
Hinweistafel des Schöneicher Naturschutzaktivs

Binnen kürzester Zeit wurde er wieder als Lebensraum von verschiedenen Tierarten angenommen. Probleme gab es danach in zweierlei Hinsicht. Zum einen wollten die Angler nun das von ihnen zuvor schon aufgegebene Gewässer zurückhaben, an dessen Wiederherstellung sie sich weigerten mitzuwirken. Nach einem Einspruch an die Gesellschaft für Umwelt- und Naturschutz im Kulturbund der DDR, dem sowohl die Angler des DAV wie auch die Naturschützer der Ortsgruppe Schöneiche angehörten, verzichteten die Angler in der Folgezeit auf ihre Ansprüche. Problematisch wurde zum anderen die Anerkennung als Naturschutzgebiet, die zuständige Bezirksbehörde in Frankfurt (Oder) konnte die alten Unterlagen zur Naturschutzstellung nicht finden, obwohl sie selbst in einer Publikation im Jahr 1961 auf diese eingegangen war. Da der See auch von den Schöneichern schnell als Erholungsort angenommen wurde, wurde ein Lehrpfad um den See eingerichtet.
Nach der Wende gab es nochmals Probleme mit dem Weidensee, die ihn in seiner Existenz bedrohten. Bei der Bodenreform wurde der Grund auf dem sich der See befand einer Neubauernfamilie zugewiesen, die diesen Grund und Boden nach der Wende wieder zugesprochen bekam. Der Neueigentümerin konnte man zunächst ausreden, das Land um den See zu reinigen, da dabei viele Brut- und Nistmöglichkeiten für Vögel und andere Tiere verloren gegangen wären. Infolge des nun auch für die vormalige DDR geltenden Fischereigesetzes, war der See, da größer als ein halber Hektar, als Fischereigewässer zu betrachten. Man einigte sich mit der Unteren Fischereibehörde darauf, einmal im Jahr Großfische abzufischen und den See das restliche Jahr über in Ruhe zu lassen. Nachdem die Rohrleitungen von der Senitz 1999 verstopft waren, wurden sie ab 2000 gereinigt und zum Teil erneuert. 1998 verpachtete die Besitzerin den See an einen Fischereibetrieb, dessen Plan hier eine Intensivfischaufzucht aufzubauen wegen des unpassenden Untergrundes scheiterte, was für die ökologischen Bedingungen vor Ort ein Glück war. Im April 2003 bekam das Naturschutzaktiv von Schöneiche die Mitteilung, dass, nachdem endlich alle nötigen Unterlagen vorlagen, die erneute Unterschutzstellung des Sees perfekt war. Seit Juli 2007 ist das Naturschutzaktiv offiziell für den Erhalt des Weidensees zuständig.

## Flora und Fauna

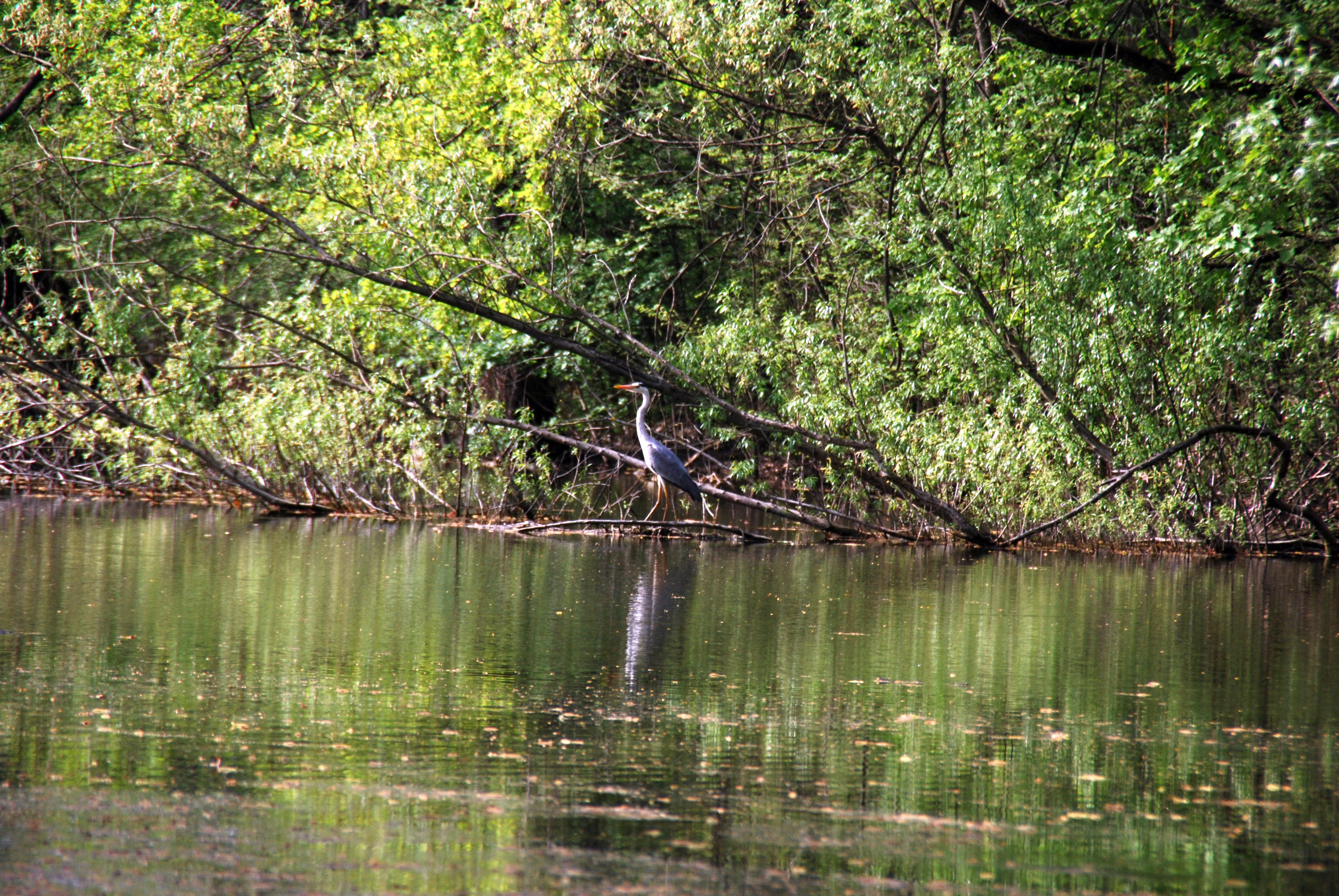
Graureiher auf dem Weidensee

Um den Weidensee wachsen heute 22 verschiedene Baumarten, darunter Roteichen, Stieleichen, Pappeln, Robinien, Feldulmen, Winterlinden, Rosskastanien, Bruch-Weiden, Grauweiden, Flatterulmen, Gemeine Eschen, Rotbuchen, Bergulmen, Spitzahorne, Weißdorne, Holunder und Faulbäume. Hinzu kommen Efeu, Wilder Schnittlauch, Große Brennnesseln, Breitwegerich und Sternmieren. Im Wasser findet sich Pfeilkraut, Gemeiner Wasserdarm und Wasserschwertlilien.
Von überregionaler Bedeutung ist der See als Brutplatz für Amphibien und Reptilien: Teichfrosch, Grasfrosch, Moorfrosch, Teichmolch, Kammmolche, Knoblauchkröte, Erdkröte, Zauneidechse und Ringelnatter leben hier.
Wegen der hier betriebenen Zucht von Fasanen hieß der Wald um den See lange Zeit „Fasanerie“, doch gibt es diese Vögel am Weidensee heute nicht mehr. Blässralle, Stockente und Nachtigall brüten schon lange am See, der Zwergtaucher tat es noch bei der Artenzählung 1995, brütet aber heute nicht mehr dort. Dafür sind seit der Zählung 1995 diverse weitere Brutvogelarten hinzugekommen: Star, Amsel, Zaunkönig, Ringeltaube, Haussperling, Buchfink, Grünfink, Gartenbaumläufer, Rotkehlchen und Hausrotschwanz. Bei weiteren Arten ist nicht klar, ob sie am Weidensee brüten oder nur Nahrungsgäste sind: Eisvogel, Pirol, Gartengrasmücke, Fitislaubsänger, Kohlmeise, Blaumeise, Sumpfmeise, Kleiber und Buntspecht. Reine Nahrungsgäste sind der Weißstorch, Graureiher (aus der Woltersdorfer Kolonie), Mäusebussard, Sperber, Eichelhäher, Grünspecht und Nebelkrähe. In einem Pressebericht aus dem Jahr 1940 wird von einer noch reicheren Vogelzahl berichtet, darunter Leinfinken, Rotdrosseln, Wacholderdrosseln, Bindenschwanzmeise, Weißkopfschwanzmeise, Haubenmeise, Erlenzeisig, Girlitz, Goldammer und Haubenlerche.
An den Ufern sowie im umgebenden Wald halten sich zudem häufig Wildschweine, Rehe und Wildkaninchen auf.